# 萊加內斯體育俱樂部
雷加利斯體育會（西班牙語：Club Deportivo Leganés），又譯雷加利斯，是一支位于西班牙马德里自治区南部莱加内斯市的職業足球會，成立於1928年6月26日，現時在西班牙足球甲级联赛作賽，球隊主場為布塔克爾市政球場，能容納 10,954 人。球隊的顏色為白衫藍間以及白褲。
雷加利斯在2015/16球季的西乙成功取得直接升班資格，2016/17首征西甲取得17位僅僅護級成功，翌季再次排名17。2018/19球季戰績有所改善，以第13名完成賽事。2019/20球季出閘脫腳，上半季一直在降班區苦苦掙扎。

## 外部連結
- 雷加利斯體育會（页面存档备份，存于） （英文）